# ゾイデル海開発

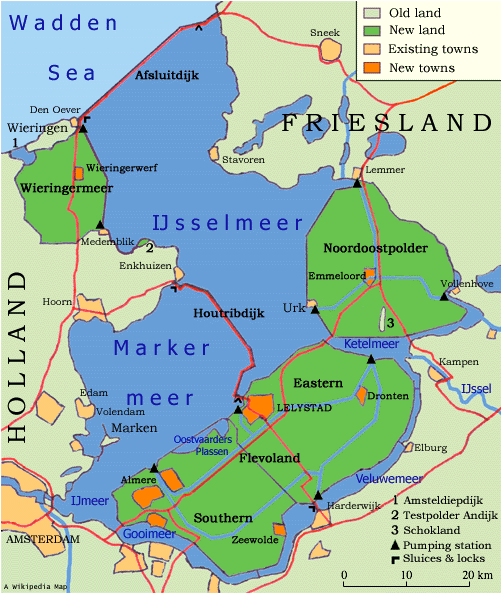
開発計画図

ゾイデル海開発（ゾイデルかいかいはつ、オランダ語: Zuiderzeewerken）とは、オランダのゾイデル海をアフシュライトダイク（大堤防）によって北海から遮り、高潮被害防止と干拓事業を目的とした20世紀に行われた大規模な土木開発計画である。

## 開発の目的
1918年に定められたゾイデル海計画では、この開発の目的は次のようなものである。
- オランダ中央部を北海水位の影響から防護する
- 新しい農地を造成することによる食糧増産
- 内水排除を容易にする

## 概要
ゾイデル海を北海から遮断する全長32kmのアフシュライトダイク（大堤防）を建設する工事が始まったのが1927年であり、この時にゾイデル海開発が本格的に始まった。大堤防は、北ホラント州とフリースラント州の両端及び中間地点に作られた2箇所の人工島から埋め立てが開始された。ドイツから輸入した石材を海底から積み上げた。使用された資材は、付近で容易に調達できる氷成粘土と砂、補強材としての玄武岩や植物繊維マットなどである。建設は予想より順調に進んで1932年5月28日に「締切堤防（スロッタ・ダイク）」が完成し、外海から隔離されたゾイデル海は淡水化されアイセル湖となった。この堤防は、高さ7.8メートル、幅90メートル、長さ約30キロメートル。
その後、2箇所の複合閘門（閘門と締切水門）及び堤防上の高速道路が建設され、1933年9月にアフシュライトダイクに関する全ての工事か完了した。
アフシュライトダイクの建設と平行して、最初の干拓地である北ホラント州のウィーリンゲルメール干拓地が1929年に全長18kmの堤防が締め切られて排水を開始し、1930年8月に排水を完了している。
次に行われたのはフレヴォランド州のフレヴォランド北東干拓地の干拓事業で、1940年に全長55kmの堤防が締め切られ、1942年9月に排水を完了している。
最後に行われたのがフレヴォランド干拓地の干拓事業で、東干拓地と南干拓地の2工区に分けて干拓された。フレヴォランド東干拓地は1956年に全長90kmの堤防を締め切り、1957年6月に排水を完了している。またフレヴォランド南干拓地は1967年に全長70kmの堤防を締め切り、1968年に排水を完了している。
5番目の干拓地としてマルケルメール干拓地が計画されていたが、2000年に計画が正式に破棄されたため、ゾイデル海開発は1986年に完全に完了したことになった。
現在、完成した干拓地の土地利用目的は次のようになっている。
| 干拓地名             | 総面積  | 農業用地 | 住宅用地 | 未開発 | 土木基盤用地 |
| -------------------- | ------- | -------- | -------- | ------ | ------------ |
| ウィーリンゲルメール | 200 km² | 87 %     | 1 %      | 3 %    | 9 %          |
| フレヴォランド北東   | 480 km² | 87 %     | 1 %      | 5 %    | 7 %          |
| フレヴォランド東     | 540 km² | 75 %     | 8 %      | 11 %   | 6 %          |
| フレヴォランド南     | 430 km² | 50 %     | 25 %     | 18 %   | 7 %          |

干拓地の排水は造成時だけでなくその後も継続して行われており、複数の排水ポンプ場が干拓地に建設されている。これらのポンプ場はディーゼル機関方式のものと電気方式のものがあり、方式を変えているのは片方の方式のエネルギー供給等が止まった場合を考えての冗長化の思想によっている。